# 55383 Cheungkwokwing
55383 Cheungkwokwing è un asteroide della fascia principale. Scoperto nel 2001, presenta un'orbita caratterizzata da un semiasse maggiore pari a 2,9759642 au e da un'eccentricità di 0,0772771, inclinata di 2,06195° rispetto all'eclittica.